# Selca (geslacht)
Selca is een geslacht van vlinders van de familie visstaartjes (Nolidae), uit de onderfamilie Nolinae.

## Soorten
- S. latifascialis Walker, 1865
- S. major Hampson, 1891